# 小行星4162
小行星4162（4162 SAF）是一颗围绕太阳公转的小行星。1940年11月24日，安德烈·帕特里在尼斯发现了此天体。
这颗小行星的绝对星等为157.18654等。